# 810-е годы до н. э.
810-е (восемьсо́т деся́тые) го́ды до на́шей э́ры по пролептическому юлианскому календарю — промежуток времени с 1 января 819 года до н. э. по 31 декабря 810 года до н. э., включающий с 819 по 811 годы 9-го десятилетия  и 810 год 10-го десятилетия IX века 1-го тысячелетия до н. э. Им предшествовали 820-е годы до н. э., за ними следовали 800-е годы до н. э. Они закончились 2835 лет назад.

## Датированные события

### 820
- 820 — Поход Шамши-адада V в Мидию.

### 819
- 819 — Победа Шамши-адада V над Вавилоном, договор с Мардук-закир-шуми I.
- Около 819 (или около 827) — Умер царь VIII Вавилонской династии Мардук-закир-шуми I, на престол взошёл Мардук-балассу-икби.

### 818
- 818 — Первый поход ассирийцев на Кадмухе (см. Шамши-адад V).

### 817
- 817 — Второй поход ассирийцев на Кадмухе (см. Шамши-адад V).

### 816
- 816 — Третий поход ассирийцев на Кадмухе (см. Шамши-адад V).
- 816 — Умер верховный жрец Амона Хорсиесе (II).
- 816 (по гл. 33 «Ши цзи» — в 817 г., по гл.4 и 14 — в 816 г.) — Согласно «Ши цзи», весной луский князь У-гун явился ко двору в Чжоу со своими сыновьями Ко и Си. Сюань-вану понравился младший Си, и он решил сделать его наследником. Советник Фань Чжун Шань-фу отговаривал вана, но безуспешно (его речь приведена в эпизоде 7 «Го юй»[1]). Летом У-гун умер[2]. Прекратилось возделывание ритуального поля, Вэнь-гун из Го увещевал вана, но безуспешно (его речь приведена в эпизоде 6 «Го юй»[3]).
- 816 — Умер князь Лу У-гун, ему наследовал Си (И-гун, эра правления 815—807)[4].
- 816 — Князь Ци Ли-гун был крайне жесток. В Ци вернулся сын Ху-гуна, и цисцы решили поставить его у власти, напали на Ли-гуна и убили его, но в битве погиб и сын Ху-гуна. Тогда цисцы поставили у власти сына Ли-гуна Чи (Вэнь-гун, эра правления 815—804), который казнил 70 человек, виновных в смерти Ли-гуна[5].

### 815
- 815 — Поход ассирийцев против Зарату (см. Шамши-адад V).
- 815[6] — Захария, сын жреца Иодая, побит камнями в Иерусалиме по приказу царя Иоаса.
- 815 (25 год Такелота II, либо 813) — Умер фараон XXIII династии Такелот II. Его сын Осоркон III становится верховным жрецом.

### 814
- 814 — Поход ассирийцев против Дера (см. Шамши-адад V).
- 814 (23 год Иоаса) — Смерть царя Израиля Ииуя, на престол взошёл Иоахаз.
- 814 (23 год Иоаса) — начало сбора пожертвований на ремонт Храма в Иерусалиме[7].
- 814 — Поход царя Дамаска Хазаэла к Средиземному морю, победа над Израилем и Иудеей.
- 814 (8 год Пигмалиона) — Основание Карфагена.

### 813
- 813 — Поход ассирийцев против Ахсаны (см. Шамши-адад V).
- 813 — Умер князь Вэй Си-хоу, у власти встал его старший сын Юй (Гун-бо). Его младший брат Хэ привлёк на свою сторону чиновников и напал на Юя у могилы отца, тот покончил с собой. У власти встал Хэ (У-гун, эра правления 812—758)[8].

### 812
- 812 — Поход ассирийцев против халдеев (см. Шамши-адад V).
- 812 — Умер князь Цзинь Сянь-хоу, ему наследовал сын Фо-ван (Му-хоу, эра правления 811—785)[9].
- 812 — (либо между 816 и 800) — Фараон XXIII династии Иупут I, соправитель своего отца Петубаста I.

### 811
- 811 — Поход Шамши-Адада V против Вавилона.
- 811 — Умер царь Ассирии Шамши-Адад V, ему наследовал сын Адад-нирари III, регентшей стала Шаммурамат.

### 810
- 810 — Начало правления Менуа, царя Урарту. При нём Урарту стала могущественной державой Передней Азии.[10]